# Pavel Kallaur
Pavel Uladzimiravich Kalaur (en Biélorusse: Павел Уладзіміравіч Калаур), ou Pavel Vladimirovich Kallaur (en Russe: Павел Владимирович Каллаур), née en 1962, dans le raïon de Stoline (Voblast de Brest), en URSS est un économiste et banquier biélorusse, et l'ancien  président de la Banque nationale de la République de Biélorussie, de décembre 2014 à mars 2025,.

## Biographie
Diplômé de l'école technique de Pinsk en comptabilité (devenu l'Université d'État Palessi) et de l'institut d'État d'Économie National V. V. Kuybyshev à Minsk (aujourd'hui devenu l'Université d'État Biélorusse d'Économie). Il travaille à la Gosbank (banque d'état de l'URSS) où il progresse jusqu'au poste de directeur à Valozhyn. Pendant les années 1993- 2010 il travaille au sein de la Banque National de Biélorussie, où il est vice-président en 1993, puis premier vice-président de 2009 à 2010. Entre 2010 et 2014, il est président de la banque BelVEB, la branche biélorusse de la Vnesheconombank.
Le 27 décembre 2014 il est nommé à la tête de la Banque National de la République de Biélorussie. Démis de ses fonctions le 10 mars 2025.
En 2001 Kallaur obtient le Candidat ès sciences en macroéconomie. Sa thèse a pour sujet : L'union monétaire de la Biélorussie et de la Russie : Contexte économique et conséquences.